# Via ferrata del Monte Emilius
La via ferrata del Monte Emilius è una via ferrata che sale sul monte Emilius in Valle d'Aosta.
La via normale di salita al monte avviene attraverso la cresta sud. La cresta nord è a tratti molto ripida e a tratti molto esposta, ed è stata attrezzata tramite una via ferrata.

## Descrizione

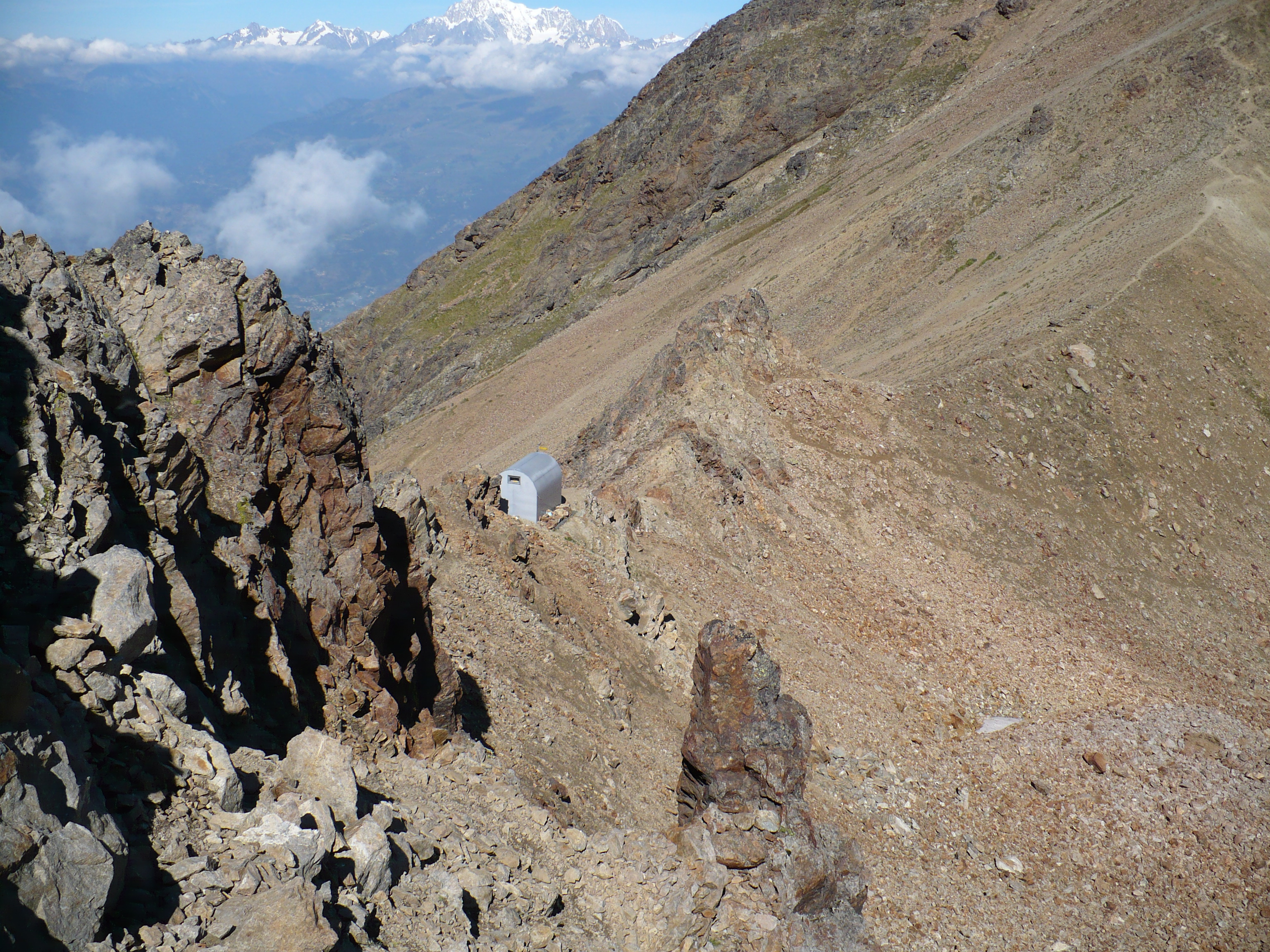
La prima parte della ferrata. In basso il bivacco Federico Zullo posto al colle Carrel.

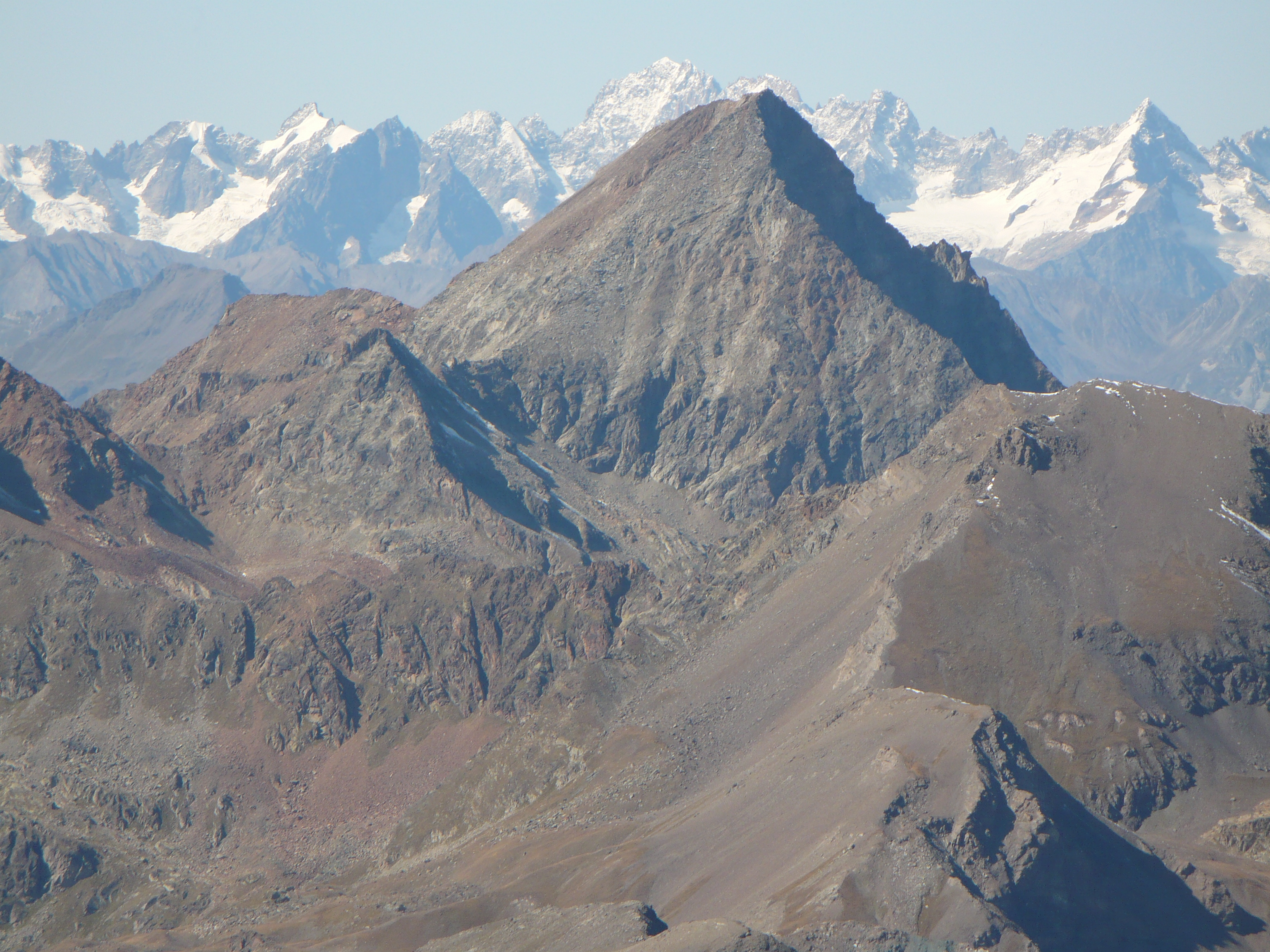
Il monte Emilius.

La via ferrata percorre la cresta nord e nord-ovest del monte ed è particolarmente lunga. 
Inizia dal colle Carrel, colle che separa il monte Emilius dalla Becca di Nona.
Di particolare interesse è il ponte tibetano posto a circa un'ora dall'inizio della ferrata stessa.
Percorrendo la ferrata si ha un'ampia visuale sulle principali montagne della Valle d'Aosta. Si ha inoltre un particolare panorama sulla città di Aosta che si trova a circa 3.000 metri più in basso.